# جیریشانکا
جیریشانکا (به اسپانیایی: Jirishanca) یک کوه در پرو است که در منطقه انکاش واقع شده‌است. جیریشانکا ۶٬۱۲۵ متر بالاتر از سطح دریا واقع شده‌است.